# Матфей (Андреев)
Епископ Матфе́й (в миру Генна́дий Льво́вич Андре́ев; род. 18 мая 1971, Тамбов) — архиерей Русской православной церкви, епископ Сурожский (с 2017).
Его тезоименитство 29 ноября, день апостола и евангелиста Матфея.

## Биография
Крещён во младенчестве, однако по собственному признанию: «Мои родители, а также бабушки и дедушки принадлежали к кругам советской интеллигенции. Если представители предыдущих поколений моих предков, безусловно, были верующими, ходили в храмы Тамбова, Мичуринска, Данкова, то более близкие поколения были далеки от церковной жизни».
В 1978—1988 годах обучался в средней школе № 8 Тамбова.
«Для меня открытие веры произошло в год празднования тысячелетия Крещения Руси. Тогда я как раз окончил школу, искал ориентиры в жизни и нашёл их в Русской православной церкви». В 1991 году окончил Тамбовское епархиальное училище.
В 1991 году проходил стажировку в Университете Нортумбрии в Ньюкасле, Великобритания.
С 1991 по 1998 год нёс послушания алтарника и иподиакона в Покровском соборе города Тамбова.
В 1993 году окончил факультет иностранных языков Тамбовского государственного педагогического института по специальности английский и французский языки.
С 1993 по 2009 год работал преподавателем английского и французского языков в средней школе в селе Бокино Тамбовского района Тамбовской области.
В 1997 году прошёл курс дистанционного обучения Университета города Манчестера.
1 марта 1998 года архиепископом Тамбовским и Мичуринским Евгением (Жданом) был хиротонисан во диакона, а 4 октября 1998 года — в сан иерея, после чего стал настоятелем храма святителя Николая Мирликийского в селе Бокино Тамбовского района.
С 1998 по 2009 год был заведующим отделом религиозного образования, катехизации и миссионерства Тамбовской епархии.
В 2000—2005 годах обучался на заочном секторе Московской духовной семинарии.
В 2005—2008 годах — клирик Казанского монастыря в Тамбове и помощник проректора Тамбовской духовной семинарии.
18 мая 2008 года епископом Тамбовским и Мичуринским Феодосием (Васневым) возведён в сан протоиерея.
В 2008—2009 годах — ключарь Покровского собора города Тамбова и первый проректор Тамбовской духовной семинарии.
27 июля 2009 года решением Священного синода Русской православной церкви направлен на пастырское служение в Сурожскую епархию в распоряжение епископа Сурожского Елисея.
В Сурожской епархии являлся благочинным Валлийского епархиального округа и епархиального округа Северной Англии, а также ключарём Покровского ставропигиального прихода в Манчестере, настоятелем приходов великомученика Георгия Победоносца в Ньюкасл-апон-Тайне, святых Айдана и Чада в Ноттингеме (и приписном к нему приходе в Ньюарке), Рождества Христова в Кингстон-апон-Халл, Сретения Господня в Брадфорде и блаженной Ксении Петербургской в Лидсе. 23 марта 2010 года отслужил первую литургию во вновь образованной русской православной общине Московского патриархата в Эдинбурге.

### Архиерейство
22 октября 2015 года решением Священного синода избран епископом Скопинским и Шацким.
24 октября 2015 года в Большом соборе Донского монастыря наместником монастыря игуменом Парамоном (Голубкой) пострижен в монашество с именем Матфей в честь апостола и евангелиста Матфея. 27 октября того же года в храме святого Александра Невского Донского монастыря митрополитом Санкт-Петербургским и Ладожским Варсонофием возведён в сан архимандрита. 5 ноября 2015 года в крестовом храме Владимирской иконы Божией Матери Патриаршей резиденции в Чистом переулке состоялось наречение архимандрита Матфея (Андреева) во епископа Скопинского и Шацкого. 15 ноября 2015 года в кафедральном соборе Калининграда — в храме Христа Спасителя была совершена хиротония архимандрита Матфея (Андреева) во епископа Скопинского и Шацкого, которую совершили: патриарх Кирилл, митрополит Санкт-Петербургский и Ладожский Варсонофий (Судаков), митрополит Рязанский и Михайловский Марк (Головков), епископ Балтийский Серафим (Мелконян); епископ Выборгский и Приозерский Игнатий (Пунин); епископ Солнечногорский Сергий (Чашин), епископ Касимовский и Сасовский Дионисий (Порубай).
29 июля 2017 года освобождён от управления Скопинской епархией и назначен управляющим приходами Московского патриархата в Италии с титулом «Богородский» и настоятелем ставропигиального храма святой великомученицы Екатерины в Риме.
28 декабря 2017 года освобождён от управления приходами Московского патриархата в Италии и назначен управляющим Сурожской епархией. Помимо этого, с 14 июля 2018 года является временным управляющим Патриаршими приходами в Канаде.
15 октября 2018 года решением Священного синода назначен временным управляющим Патриаршими приходами в США.

## Сочинения
- Наречение и хиротония архимандрита Матфея (Андреева) во епископа Скопинского и Шацкого // Журнал Московской Патриархии. 2016. — № 2. — С. 56-57.
- Сочинение святого преподобного Гильды Премудрого «De Excidio Britanniae» как проповедь // Христианское чтение. — 2017. — № 4. — С. 10—32. — doi:10.24411/1814-5574-2017-00064.